# Бойко, Елена Дмитриевна
Елена Дмитриевна Бойко (8 ноября 1951, с. Бобрик-Гора Донского района Тульской области) — украинский историк, специалист по истории Украинской революции, истории Киева, археографии Украины XX века, биографистики и исторической картографии. Кандидат исторических наук.

## Биография
Родилась в 1951 году.
Окончила исторический факультет Киевского государственного университета в 1974 году.
С 1974 года работает в Институте Истории НАН Украины: сначала младшим научным сотрудником, с 1990 года — старшим научным сотрудником, с 2004 ода — ведущим научным сотрудником отдела Украинской революции 1917—1921 года.
В 1983 году защитила кандидатскую диссертацию по теме «Борьба органов советской власти Украины с разрухой народного хозяйства в 1920 году».
С 2004 года — по совместительству старший научный сотрудник — консультант Национального музея истории Украины.

## Научная деятельность
Принимала участие в подготовке 6-го тома десятитомной Истории Украинской ССР. Автор 68 статей в «Энциклопедии истории Украины». Была редактором-составителем и соавтором электронной энциклопедии «Київ. Історична енциклопедія. 1917—2000».
Автор примерно 50 научных работ.

### Основные научные работы
- Українська Центральна Рада: Зб. документів і матеріалів. У 2 ч. — К., 1996—1997 — ISBN 966-00-0013-8 (составитель, автор примечаний к документам).
- Український національно-визвольний рух. Березень-листопад 1917 р.: Документи і матеріали. — К., 2003 — ISBN 966-7018-70-9 (член редколлегии, составитель, автор примечаний).
- Директорія УНР, Рада Народних Міністрів (1918—1920 рр.): Документи і матеріали. У 2 ч. — К., 2006 — ISBN 966-7601-78-1 (член редколлегии, составитель., автор примечаний).
- Україна: Хроніка ХХ ст. — 1919 рік. — К., 2005. — ISBN 966-02-3649-2
- Початок громадянської війни у Києві (жовтень 1917 — січень 1918 рр.). // Київ і кияни: Матеріали щорічної наук. конференції. — Вип. 3. — К., 2003.
- Перша українсько-більшовицька війна // Політичний терор і тероризм в Україні. — К.:, 2002. — ISBN 966-00-0025-1
- Нариси історії української інтелігенції (перша половина ХХ ст.). — Кн. І. — К.:, 1993 (в соавторстве).
- Українська інтелігенція в пошуках шляхів національного самовизначення (1917—1920 рр.). — К., 1992.
- Украинская интеллигенция и революция: общее и особенное // Украина в 1917—1921 гг. — К., 1991.
- Бойко О. Д. Історія України: посібник. — К.: Видавничий центр «Академія», 2002. — 656 с. — ISBN 966-580-122-8

### Статьи
- Український національний союз, його роль і місце в перебігу Української революції // Історичний журнал. — 2004. — № 5.
- Політичне протистояння Української Центральної Ради і більшовиків (жовтень — грудень 1917 р.) // Український історичний журнал. — 2003. — № 4.
- Події Української революції (1917—1921 рр.) в сучасній науково-довідковій літературі // Історичний журнал. — 2003. — № 6.
- Український Національний союз і організація протигетьманського повстання // Проблеми вивчення історії Української революції 1917—1921 рр. — К., 2002.
- Утворення єдиного національного фронту українськими політичними силами у 1918 р. // Український історичний журнал. — 1997. — № 6.
- Бойко О. Д. Бій під Крутами: історія вивчення // Український історичний журнал. — 2008. — № 2. — C. 43-54
- Бойко О. Д. , Мирончук В. Д. Політика соціал-демократів Федеративної Республіки Німеччини (початок 80-х років) // Український історичний журнал. — 1984. — № 6. — C. 61-72.
- Бойко Олена Денікінський режим на українських землях: державний устрій, соціально-економічна і національна політика // Проблеми вивчення історії Української революції 1917—1921 років. — 2010. — 5. — C. 115—144.
- Бойко Олена Територія, кордони і адміністративно-територіальний поділ Української Держави гетьмана П. Скоропадського (1918) // Регіональна історія України. — 2009. — 3. — C. 217—232.
- Бойко О. Д. Проблема визначення кордонів України в період Центральної Ради (1917—1918 рр.) // Український історичний журнал. — 2008. — № 1. — C. 31-46.

### Научно-популярные издания
- Бойко О. Д. Розд. 4: Українська Народна Республіка доби Директорії : научно-популярная литература / О. Д. Бойко, О. В. Михайлова, В. Ф. Верстюк // Нариси історії Української революції 1917—1921 років / Голова редкол. В. А. Смолій; кер. авт. кол. В. Ф. Верстюк. — К. : Наукова думка, 2012. — Кн. 2. — С. 5-136 — ISBN 978-966-00-0000-0
- Пиріг Р. Я. Розд. 7: Білий рух і Україна : научно-популярная литература / Р. Я. Пиріг, О. Д. Бойко, В. Ф. Верстюк // Нариси історії Української революції 1917—1921 років / Голова редкол. В. А. Смолій; кер. авт. кол. В. Ф. Верстюк. — К. : Наукова думка, 2012. — Кн. 2. — С. 415—458 — ISBN 978-966-00-0000-0.
- Бойко О. Як інтерпретував Дмитро Донцов «кримське питання» в 1918 р.? : научно-популярная литература / О. Бойко // Історія Криму в запитаннях та відповідях / Відп. ред. В.Смолій; упоряд. Г.Боряк; кер. авт. кол. О.Галенко. — К. : Наукова думка, 2015. — С. 313—314 — ISBN 978-966-00-1451-0

На русском языке:
- Международный женский день 8 марта / Общество «Знание» УССР. Киев. гор. орг. — Киев: б. и., 1978. — 30 с.
- Борьба органов диктатуры пролетариата за укрепление социалистического строя на Украине / Е. Д. Бойко; АН УССР, Институт истории. — Киев: Наукова думка, 1987. — 118 с.
- Великий Октябрь. Атлас. — М., 1987 (в соавторстве).